# 探路者
北京探路者戶外用品股份有限公司（深交所：300005）屬於一家户外用品公司，現時業務在中国國內和全球經營各類专业户外用品研发、设计、銷售等，产品品牌為「探路者」。盛發強为测绘专业学士，对户外用品的需求有着切身体会，於1999年創立此家户外用品公司。
招股價為19.8元人民幣，發行新股為1700萬股，而集資額為2.2億元人民幣，而股份則在2009年10月30日於深交所創業板上市。
探路者与中国极地中心和中国航天合作，提供雪地靴以及太空舱工作服等装备。

## 連結
- Toread.com.cn （页面存档备份，存于）